# Renato Coppola
Renato Coppola (Caserta, 26 marzo 1925 – Caserta, 25 marzo 2007) è stato un medico e politico italiano presidente della provincia di Caserta alla fine degli anni 1970.

## Biografia
Renato Coppola nacque il 26 marzo 1925 a Caserta, da una famiglia agiata. 
Si laureò, nel 1950, con il massimo dei voti, alla Facoltà di Medicina e Chirurgia dell’Università di Napoli, specializzandosi, nel 1955, in Urologia presso l’Università di Bologna. 

### Il medico
Iniziò la carriera medica prima da frequentatore del reparto urologia degli ospedali riuniti di Napoli poi, dopo la specializzazione in urologia, è stato assistente volontario del reparto urologia dell'ospedale civile di Caserta.
Nel 1963 diventò primario di urologia dell'ospedale civile di Caserta fino al pensionamento, avvenuto nel 1992.
Era allievo di Ulrico Bracci, ritenuto il padre fondatore della moderna urologia in Italia, dal quale apprese il sapere delle tecniche in campo urologico, che trasferì nel reparto da lui diretto.
Riuscì a far crescere il nosocomio casertano tanto che diventò un centro di riferimento dell'urologia regionale.
È stato tra i fondatori dell'Associazione Campana Urologia della quale è stato presidente.
Fu anche vice presidente della Società Italiana Urologia.
Per la sua attività in campo medico ha ottenuto diversi riconoscimenti. 
Nel 1988 gli è stata conferita l'onorificenza di Commendatore dell'Ordine “Al merito della Repubblica Italiana” e nel 1999 è stato insignito del grado onorifico di Cavaliere dell'Ordine al merito della Repubblica Italiana.
Nel 2007 il Ministero della Sanità lo ha premiato con un'onorificenza per la competenza professionale, l'intuizione chirurgica e la grande umanità nei confronti dei pazienti.
Nel 2012 è stata posta una lapide in suo ricordo ed onore nel reparto di urologia dell'ospedale di Caserta.

### Il politico
Renato Coppola è stato parte attiva anche in campo politico.
Era un moroteo e fu un esponente della Democrazia Cristiana provinciale. Politicamente fu vicino all’onorevole Enzo Scotti.
Fu consigliere comunale a Caserta nei primi anni sessanta (ricoprendo anche la carica di assessore), ritornando a conquistare lo scranno nel consiglio comunale di Caserta nel 1993, allorquando fu candidato sindaco per la Democrazia Cristiana.
Fu eletto anche in consiglio provinciale (dal 1975 al 1985), dove riuscì ad arrivare alla carica di Presidente della Provincia di Caserta.
È stato Presidente del Consorzio di Bonifica del basso Volturno.

Nel 2021 il Comune di Caserta ha voluto dedicargli una strada.